# Max Emanuel von Toerring-Jettenbach

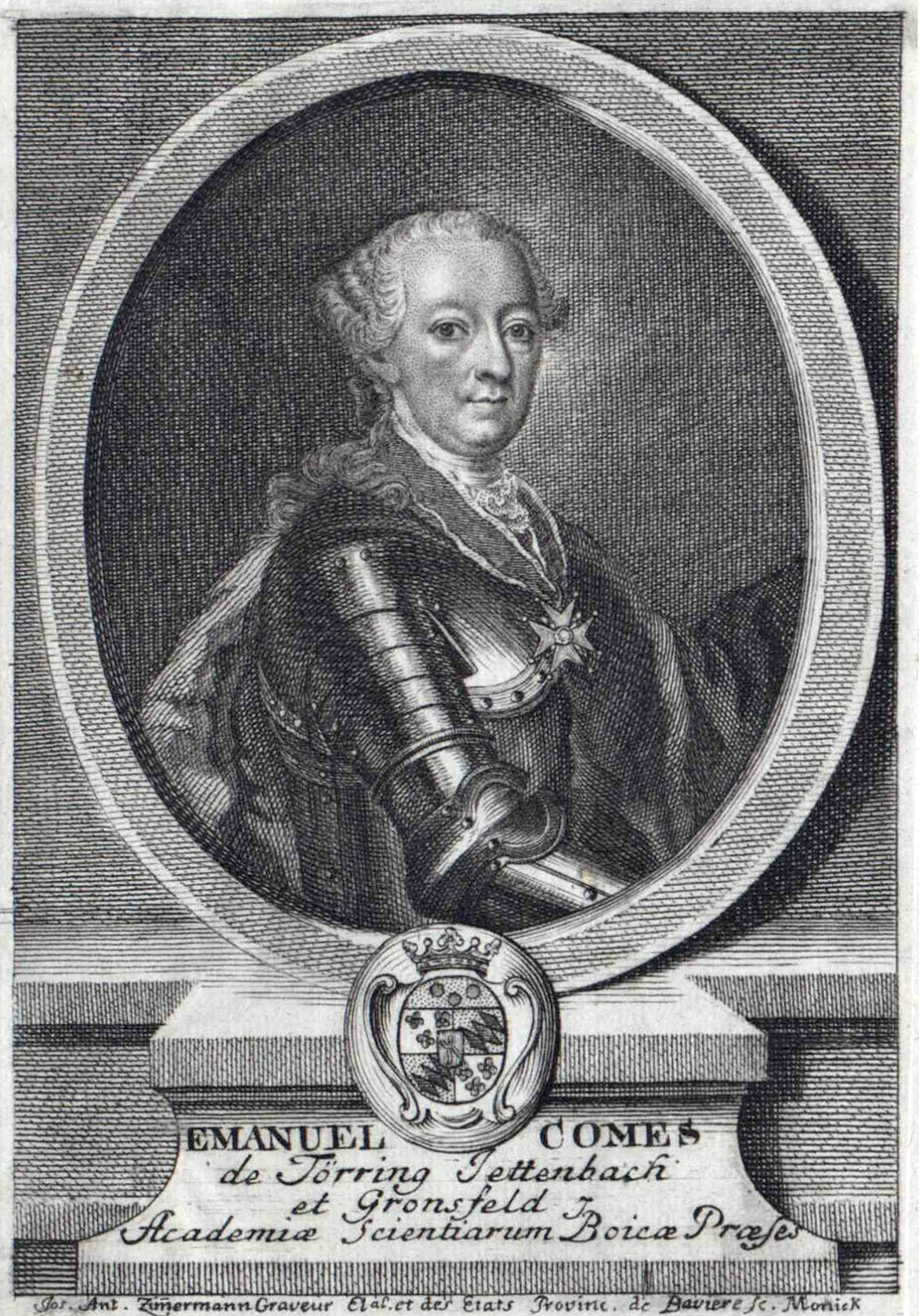
Max Emanuel von Toerring-Jettenbach, Stich (1760)

Max Emanuel von Toerring-Jettenbach (* 18. November 1715 in München; † 16. März 1773) war ein bayerischer Adeliger aus der Familie der Toerring.
Im Jahr 1731 schloss er seine Gymnasialstudien am Jesuitengymnasium München (heute Wilhelmsgymnasium München) ab und immatrikulierte sich 1734 als Student beider Rechte an der Universität Ingolstadt.
Er gelangte 1746 durch Heirat mit Marie Josephe d’Arberg-Valangin (* 14. März 1722; † 17. Februar 1754) in den Besitz der Grafschaft Gronsveld. Max Emanuel von Toerring-Jettenbach war Bayerischer Geheimer Rat, Hofkammerpräsident und Präsident der Bayerischen Akademie der Wissenschaften von 1762 bis 1768.